# Субребарна раван
Субребарна раван трбуха (лат. planum subcostale) у анатомији је хризонтална раван која пролази кроз доње ивице десете ребрене хрскавице, означавајући границу између хипохондричног и епигастричног региона и између латералне и пупчане регије.

## Анатомија
Субребарну раван клиничар може да одреди опипавањем (палпацијом) већег дела доњих ивица 10 ребра  са обе стране (не  и  11 и 12 ребра јер су они псеудо преваранти!) и потом визуелизације линијову раван између њих. Ова раван указује на положају 10. ребра (конкретно његове хрскавица). 
Субребарана раван, која се такође поравнава са телом трећег слабинског пршљена (Л3), и може се одредити  палпирањем (опипавањем)  најнижег дела предње стране 10 ребра одакле се у смеру према позади (напомена: не пратећи кост ребра) она завршава на спинозном наставку трећег спабинског прђљена Л3 (вероватно тачније Л2/3 у интерспинозном простору јер су тела лумбалних пршљенова мало нижа у односу на њихов спинозни наставак).
Субребарна раван такође чини доњу границу  епигастричног региона трбуха (регион у коме је уобичајен бол из танког црева, јетре, панкреаса, жучне кесе и желуца), и горњу границу пупчане регије (када се говори о болу)  у  коме се опипава   дистални дуоденум, јејунум, илеум, узлазни колон и проксимална половина попречног колона).

## Супротстављени ставови
Субребарна као и остале анатомске равни које се користе у клиничкој пракси и настави анатомије су углавном изведене из вишевековних студија на лешевима и често имају недоследности,  па их према најновијим сазнањима  из површинске анатомије, заснованих на примени  компјутеризоване томографије треба ревидирати у светлу резултата истраживања живих субјеката која користе модерне технике снимања.